# Mười một tên cướp thế kỷ
Mười một tên cướp thế kỷ (tiếng Anh: Ocean's Eleven) là một bộ phim năm 2001 của đạo diễn Steven Soderbergh với các diễn viên George Clooney, Julia Roberts, Brad Pitt, Matt Damon, Andy Garcia... Phim được phát hành bởi hãng Warner Bros. Pictures International cùng các nhà sản xuất John Hardy, Susan Ekins, Bruce Berman.

## Tóm tắt nội dung
Ngay sau khi được phóng thích trước thời hạn, tên trộm siêu hạng Danny Ocean đã bắt tay vào triển khai một kế hoạch đầy tham vọng. Mục tiêu là kho bạc chứa tiền của ba sòng bài lớn nhất tại Las Vegas của tay cự phú Terry Benedict (Andy Garcia). Ocean lên danh sách chiêu mộ và lần lượt có trong tay mình 11 quái kiệt trong đó có thần bài Rusty Ryan, anh em Virgil và Turk, một chuyên gia chất nổ và một chuyên gia nhào lộn. Phần thưởng cho tất cả là 150 triệu USD tiền mặt nhưng thách thức họ là hệ thống bảo vệ nghiêm ngặt hiện đại của sòng bài. Liệu Ocean có chiếm được số tài sản kếch sù và quan trọng nhất là đoạt lại trái tim của Tess (vợ cũ của Ocean) đang nằm trong vòng tay của Terry?

## Dàn diễn viên trong phim
Dàn diễn viên chính
- George Clooney trong vai Danny Ocean
- Bernie Mac trong vai Frank Catton
- Brad Pitt trong vai Robert "Rusty" Ryan
- Elliott Gould trong vai Reuben Tishkoff
- Casey Affleck trong vai Virgil Malloy
- Scott Caan trong vai Turk Malloy
- Eddie Jemison trong vai Livingston Dell
- Don Cheadle trong vai Basher Tarr
- Shaobo Qin trong vai "The Amazing" Yen
- Carl Reiner trong vai Saul Bloom
- Matt Damon trong vai Linus Caldwell

Các diễn viên khác
- Andy Garcia trong vai Terry Benedict
- Julia Roberts trong vai Tess Ocean

Cameos
Năm diễn viên truyền hình tự đóng vai khách mời, được Rusty dạy cách chơi poker:
- Holly Marie Combs
- Topher Grace
- Joshua Jackson
- Barry Watson
- Shane West
- Steven Soderbergh trong vai một trong những tên cướp ngân hàng cùng Basher
- Siegfried và Roy là chính họ
- Wayne Newton với tư cách là chính mình
- Henry Silva và Angie Dickinson với tư cách là chính họ (cả hai đều xuất hiện trong bản gốc)
- Wladimir Klitschko với tư cách là chính mình
- Lennox Lewis với tư cách là chính mình
- Jerry Weintraub trong vai Denny Shields, một tay cờ bạc cao tay

## Sản xuất
Vào tháng 1 năm 2000, Warner Bros đã hợp tác với Steven Soderbergh để phát triển bản làm lại Ocean's Eleven (Mười một tên cướp biển Lưu trữ ngày 31 tháng 12 năm 2021 tại Wayback Machine), với sự tham gia của George Clooney, Brad Pitt và Julia Roberts. Johnny Depp đang được xem xét cho vai Linus Caldwell, trong khi Luke và Owen Wilson đang thảo luận để đóng vai cặp song sinh Malloy. Tuy nhiên, anh em nhà Wilson đã phải rời đi vì cam kết của họ với The Royal Tenenbaums. Mike Myers, Bruce Willis, Ewan McGregor, Alan Arkin và Ralph Fiennes đã được cân nhắc cho các vai diễn nhưng cuối cùng lại bỏ ngang. Các nhà làm phim Joel và Ethan Coen được coi là sự thay thế cho anh em nhà Wilson, nhưng thay vào đó, Soderbergh đã chọn Scott Caan và Casey Affleck. Mark Wahlberg ban đầu được chọn vào vai Linus Caldwell, nhưng lại được ưu tiên đóng vai chính trong một phiên bản làm lại khác, Planet of the Apes, và sau đó được thay thế bằng Matt Damon. Cam kết của Clooney với Ocean's Eleven buộc anh phải từ chối vai chính trong Unfaithful.
Cú "nổ" được sử dụng trong phim để làm mất điện ở Las Vegas dựa trên Sandia Z-pinch ngoài đời thực. Tuy nhiên, hiệu ứng được hiển thị là không thực tế, vì không có thiết bị nào có đủ năng lượng để có thể làm được điều đó.